# Cerdistus coedicius
Cerdistus coedicius är en tvåvingeart som först beskrevs av Walker 1849.  Cerdistus coedicius ingår i släktet Cerdistus och familjen rovflugor. Inga underarter finns listade i Catalogue of Life.